# Rødovrefilmen
Rødovrefilmen er en film instrueret af Jørgen Leth og Ole John.
Rødovrecentret var det første store indkøbscenter i Danmark. Filmens bevægelser gennem centret er til en vis grad styret af formelle principper, f.eks. marcherer alle i begyndelsen af filmen på række ind i centret med kameraet på den forangåendes skulder.
Den ledsagende musik var Django Reinhards Django Realm.